# Гала (заповедник)
Государственный историко-этнографический заповедник «Гала» — заповедник Азербайджана. Расположен в нескольких километрах от Баку, на территории с. Гала. Посвящён истории Апшеронского полуострова.

## Общие сведения
Заповедник создан в 1988 году. Расположен в местности Гала Апшеронского полуострова, и носит имя этой местности.

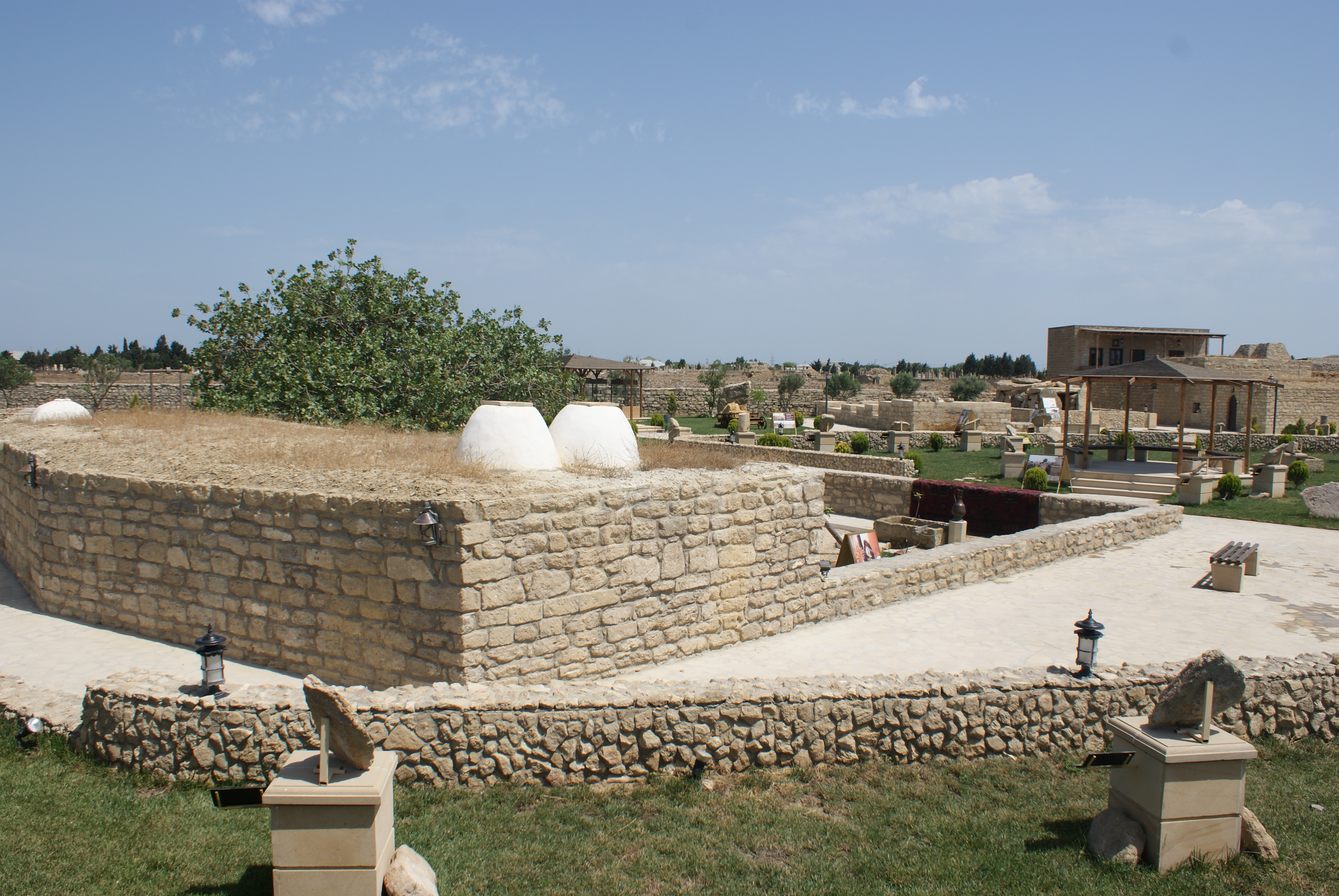
Гала

В местности, где расположен заповедник, находится крепость XIV века. В период Азербайджанской ССР башня крепости была разрушена. В 2010 году она была восстановлена. Внутри башни присутствует винтовая лестница. Под крепостью присутствуют помещения и тайные ходы.
В заповеднике присутствуют  законсервированные развалины древнего поселения, относящиеся к периоду с III—II тыс. до н. э. до средних веков, наскальные рисунки, керамические изделия, бытовые предметы и украшения, оружие, монеты различных государств, дольмен, тюрбе. 

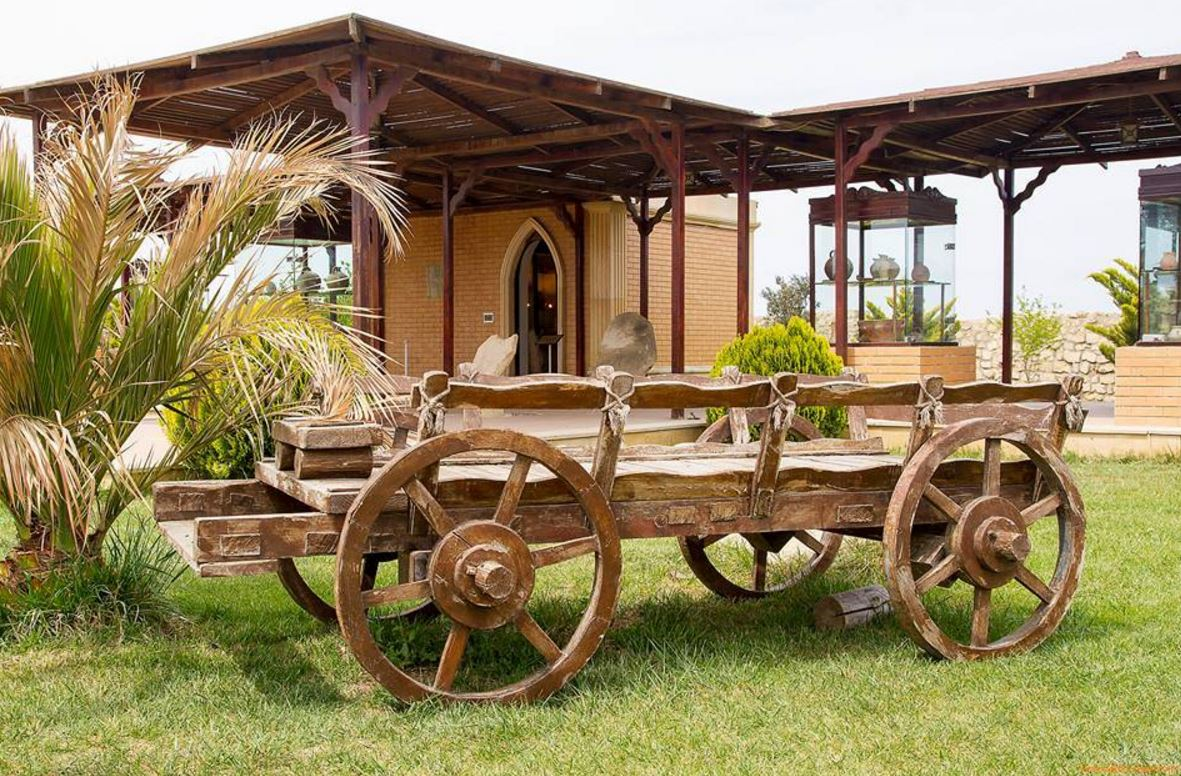
Гала

Всего в заповеднике насчитывается более 2000 различных археологических и архитектурных памятников, в том числе курганы, места древних поселений, захоронений.
Есть тандыр XVIII века, 2 подземных перехода, принадлежащие к X—XV векам. Рядом с ними расположены старые дома, палатки из шкурок животных, каменные и соломенные дома с куполами, старая кузница, керамические мастерские, тришер.
Экспонаты датируются периодами от середины бронзового века до средних веков.
Площадь заповедника составляет 85 гектар.
На территории заповедника расположено 5 мечетей:
- Джума-мечеть XVII века. Расположена в квартале Балаверди. Сохранилась декоративная отделка мечети.
- Мечеть квартала Балаверди. Расположена в южной части заповедника. Построена в 1864 году Кербалаи Сулейманом.
- Чемберекендская мечеть. Построена в 1842-1843 годах. Имеет форму квадрата.
- Квартальная мечеть Гаджи Рамазана. Расположена в северной части заповедника. Построена в XVII-XVIII веках.
- Мечеть квартала Терекеме. Построена в 1911 году.

На территории заповедника присутствуют 3 музея: музей археологии и этнографии, музей замка, музей антиквариата. Музеи являются интерактивными. В реальном времени показывается работа гончарной мастерской, кузницы. Можно приготовить лаваш на садже.
В музее антиквариата представлено 800 экспонатов.
В музеях проводятся экскурсии на разных языках: азербайджанском, русском, английском немецком и французском.
Общая площадь музеев составляет 1,5 гектар. 
В 2008 году заповедник был отреставрирован и расширен.
До 2012 года находился в подчинении Министерства культуры и туризма Азербайджана. С 1 января 2012 года находится под управлением историко-архитектурного заповедника «Ичери-шехер».

## Галерея

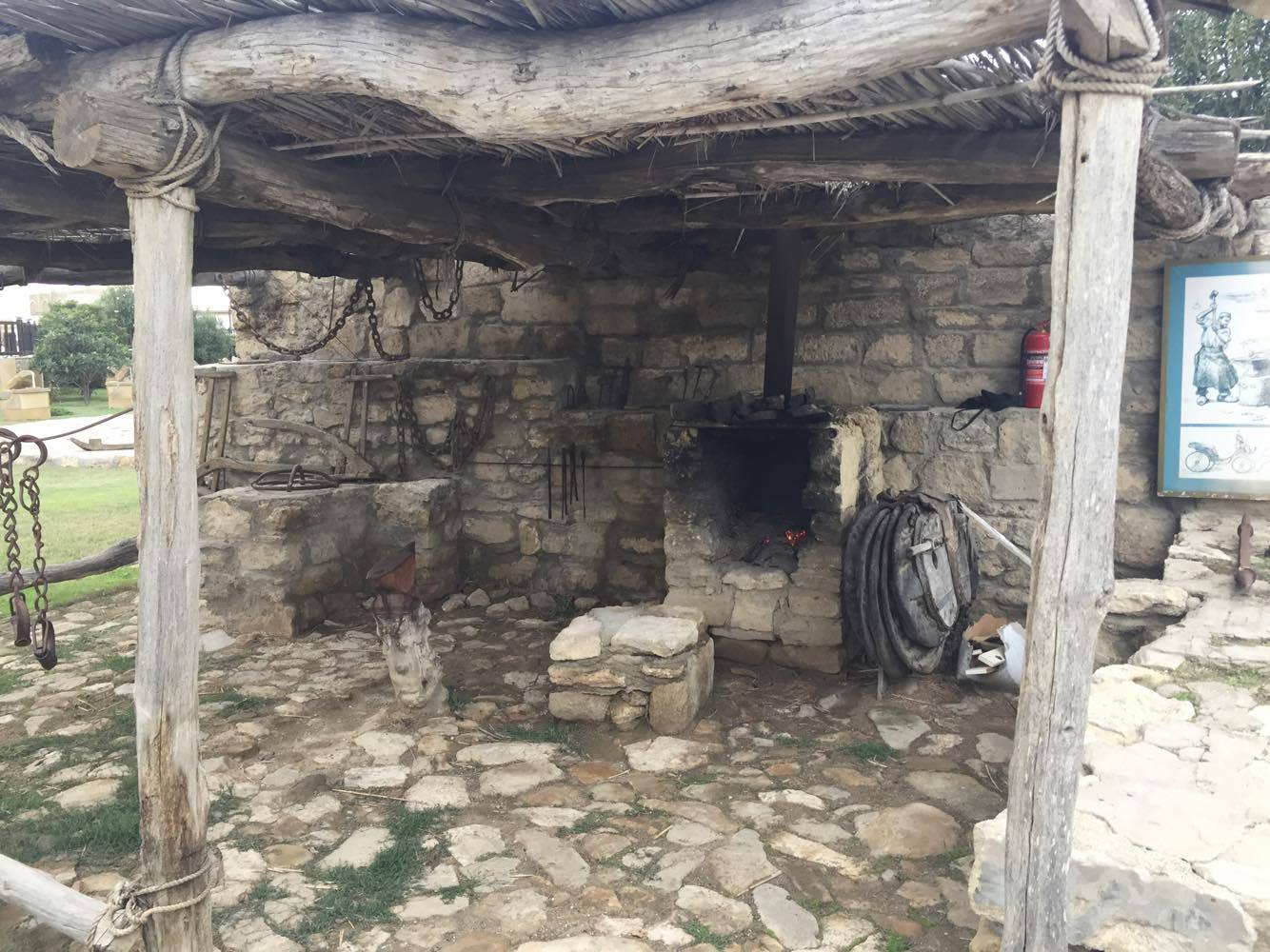
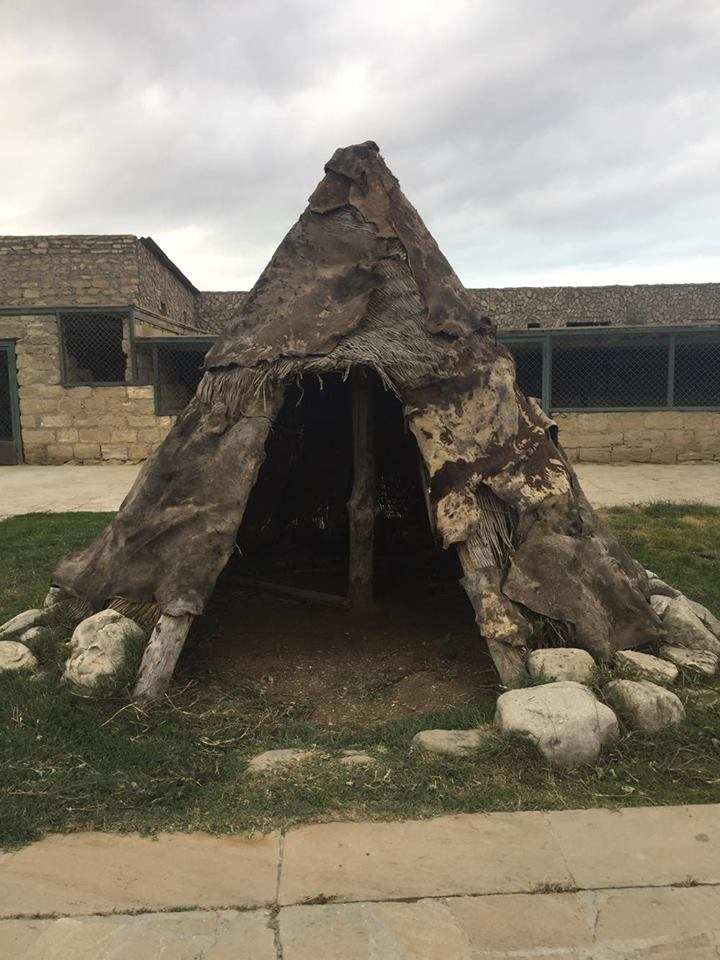
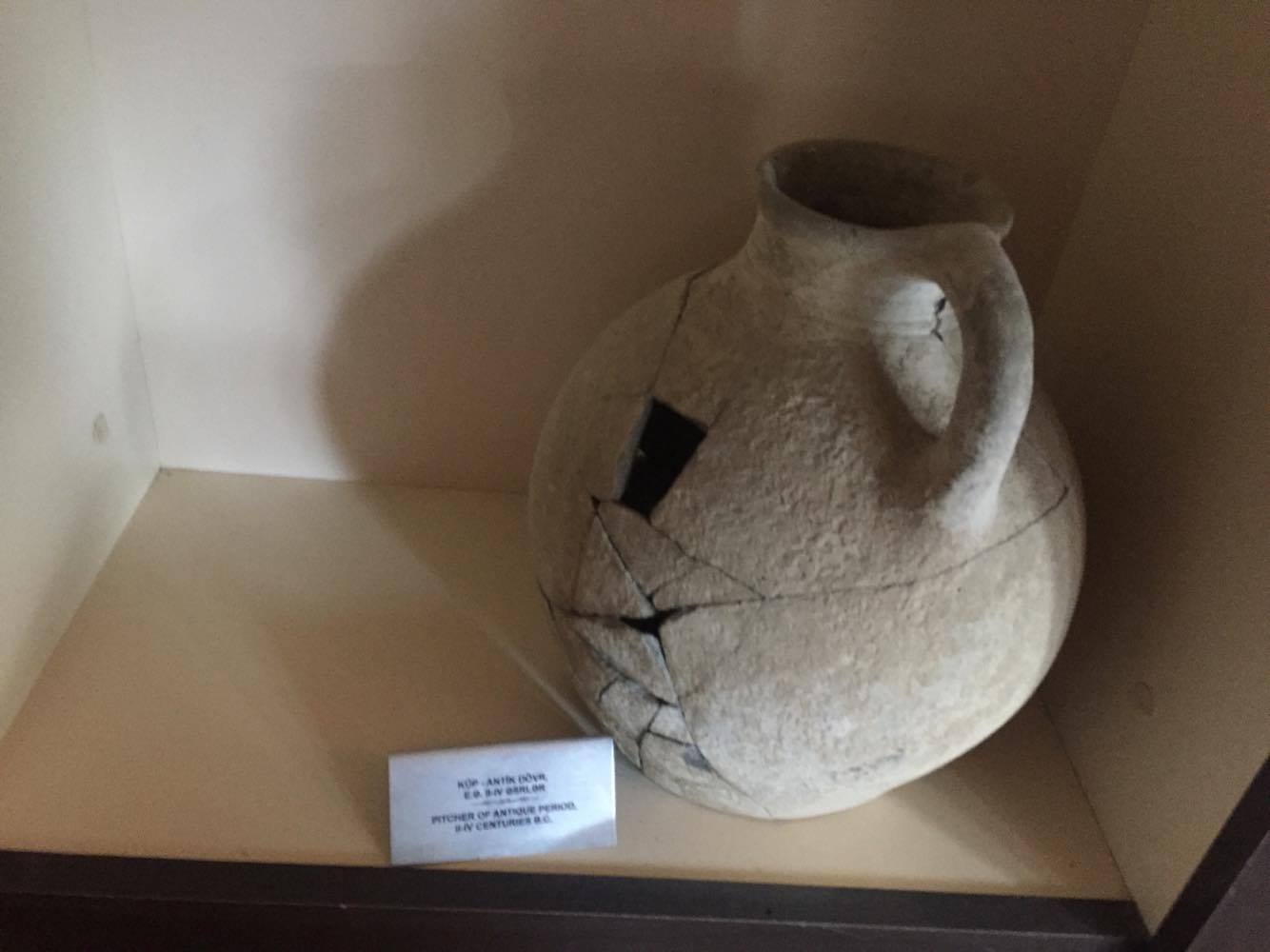
Кувшин. Античный период
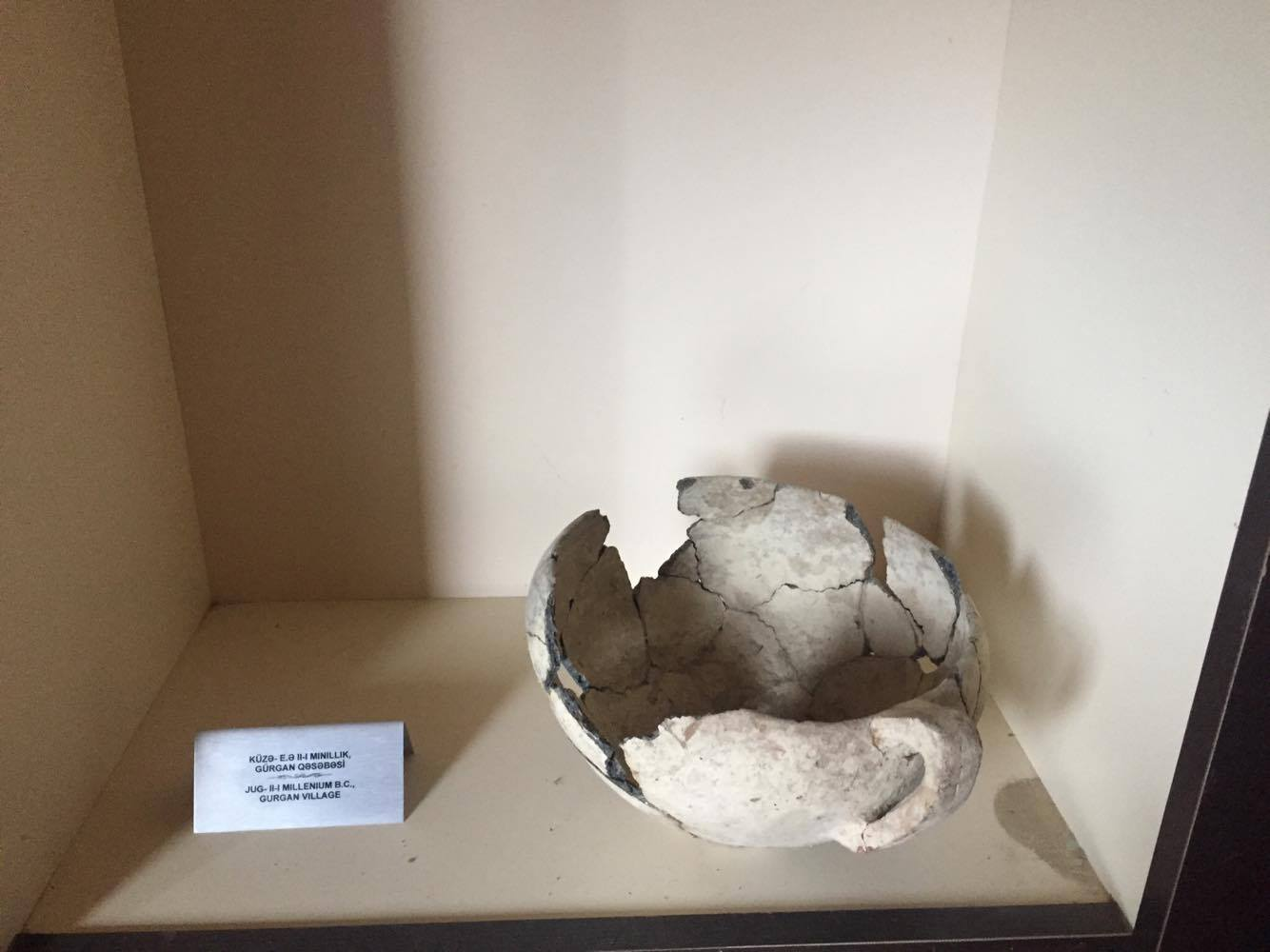
Кувшин II—I тыс. до н. э.